# Phainarete
Phainarete (griechisch: Φαιναρέτη) war die Mutter des griechischen Philosophen Sokrates und seines Halbbruders Patrokles. Chairedemos, der Vater von Patrokles, war vermutlich ihr erster Ehemann. Nach dessen Tod heiratete sie Sophroniskos, den Vater des Sokrates. Der Name Phainarete bedeutet „Die, die dem Licht seine Kraft gibt“. Er suggeriert Alfred E. Taylor zufolge gute familiäre Bindungen.
Über das Leben von Phainarete ist wenig bekannt. In Platons Theaitetos vergleicht Sokrates seine eigene Arbeit als Philosoph mit der seiner Mutter, die als maia (Hebamme) arbeitete, und nennt dies Mäeutik. Klaus Döring schließt nicht aus, dass dies eine Erfindung Platons war, die später Eingang in die Sokrateslegende gefunden hat.